# 曹瓊 (富順)
曹瓊（1460年—？年），字廷玉，四川省敘州府富順縣人，民籍，明朝政治人物。

## 生平
弘治六年（1493年），登三甲第六十八名進士。官至御史。

## 家族
曾祖曹覺廣；祖父曹先；父曹添壽。嫡母朱氏；生母朱氏。